# أكي جانسون
أكي جانسون (بالسويدية: Åke Spångert)‏ هو منافس ألعاب قوى سويدي، ولد في 3 مارس 1916، وتوفي في 14 سبتمبر 1998.

## وصلات خارجية
- أكي جانسون على موقع أوليمبيديا (الإنجليزية)
- أكي جانسون على موقع اللجنة الأولمبية السويدية (السويدية)